# Wiesdorf
Wiesdorf is een stadsdeel van Leverkusen. Tot 1930 was het een zelfstandige stad en ging dan op in de nieuwe stad Leverkusen. 

## Geschiedenis
In de middeleeuwen, in 1107, werd Wiesdorf voor het eerst in documenten vermeld als Wistubbe. De plaats had al een parochiekerk in 1190. Wiesdorf lag dicht bij de Rijn en werd geregeld geplaagd door overstromingen. Tijdens de overstromingen in februari 1571 veranderde de Rijn niet alleen zijn loop, maar werden ook huizen en de katholieke kerk verwoest. Toen Wiesdorf in 1657 opnieuw werd verwoest door een overstroming van de Rijn, werd de plaats verder naar het oosten herbouwd. 
Wiesdorf behoorde in de middeleeuwen tot het hertogdom Berg. In 1815 werd het onderdeel van Pruisen. In 1836 telde Wiesdorf slechts 1000 inwoners. Rond 1860 begon de industrialisatie van Leverkusen met de vestiging van de ultramarijnverffabriek van Carl Leverkus op de Kahler Berg. Leverkus noemde de berg Leverkusen. In 1891 kocht de fabriek Bayer de terreinen van de zonen van Leverkus. In 1912 verhuisde Bayer zijn hoofdkantoor naar Wiesdorf. 
Op 1 april 1920 fuseerde Wiesdorf met het naburige Bürrig en bleef de naam Wiesdorf behouden. De gemeente had intussen 26.671 inwoners. Op 12 februari 1921 kreeg Wiesdorf stadsrechten. Op 1 april 1930 fuseerde de stad met Schlebusch, Steinbüchel en Rheindorf tot de nieuwe stad die de naam Leverkusen kreeg en 42.619 inwoners telde. 